# Stati Uniti d'America ai XXI Giochi olimpici invernali
Gli Stati Uniti d'America hanno partecipato ai XXI Giochi olimpici invernali di Vancouver, che si sono svolti dal 12 al 28 febbraio 2010, con una delegazione di 216 atleti, la più numerosa di questa edizione dei Giochi.

## Medaglie

### Medagliere per discipline
| Sport                   | Oro | Argento | Bronzo | Totale |
| ----------------------- | --- | ------- | ------ | ------ |
| Sci alpino              | 2   | 3       | 3      | 8      |
| Snowboard               | 2   | 1       | 2      | 5      |
| Combinata nordica       | 1   | 3       | 0      | 4      |
| Pattinaggio di velocità | 1   | 2       | 1      | 4      |
| Freestyle               | 1   | 1       | 2      | 4      |
| Pattinaggio di figura   | 1   | 1       | 0      | 2      |
| Bob                     | 1   | 0       | 1      | 2      |
| Short track             | 0   | 2       | 4      | 6      |
| Hockey su ghiaccio      | 0   | 2       | 0      | 2      |
| Totale                  | 9   | 15      | 13     | 37     |

### Medaglie d'oro
| Medaglia | Nome                                                       | Sport                   | Evento                                            |
| -------- | ---------------------------------------------------------- | ----------------------- | ------------------------------------------------- |
| Oro      | Steven Holcomb Steve Mesler Curtis Tomasevicz Justin Olsen | Bob                     | Bob a quattro maschile                            |
| Oro      | Bill Demong                                                | Combinata nordica       | Individuale dal trampolino lungo + 10 km di fondo |
| Oro      | Hannah Kearney                                             | Freestyle               | Gobbe femminile                                   |
| Oro      | Evan Lysacek                                               | Pattinaggio di figura   | Individuale maschile                              |
| Oro      | Shani Davis                                                | Pattinaggio di velocità | 1000 m maschile                                   |
| Oro      | Bode Miller                                                | Sci alpino              | Supercombinata maschile                           |
| Oro      | Lindsey Vonn                                               | Sci alpino              | Discesa libera femminile                          |
| Oro      | Seth Wescott                                               | Snowboard               | Snowboard cross maschile                          |
| Oro      | Shaun White                                                | Snowboard               | Halfpipe maschile                                 |

### Medaglie d'argento
| Medaglia | Nome                                                     | Sport                   | Evento                                              |
| -------- | -------------------------------------------------------- | ----------------------- | --------------------------------------------------- |
| Argento  | Johnny Spillane                                          | Combinata nordica       | Individuale dal trampolino lungo + 10 km di fondo   |
| Argento  | Johnny Spillane                                          | Combinata nordica       | Individuale dal trampolino normale + 10 km di fondo |
| Argento  | Brett Camerota Todd Lodwick Johnny Spillane Bill Demong  | Combinata nordica       | Gara a squadre                                      |
| Argento  | Jeret Peterson                                           | Freestyle               | Salti maschile                                      |
| Argento  | Stati Uniti                                              | Hockey su ghiaccio      | Torneo maschile                                     |
| Argento  | Stati Uniti                                              | Hockey su ghiaccio      | Torneo femminile                                    |
| Argento  | Meryl Davis Charlie White                                | Pattinaggio di figura   | Danza su ghiaccio                                   |
| Argento  | Shani Davis                                              | Pattinaggio di velocità | 1500 m maschile                                     |
| Argento  | Chad Hedrick Jonathan Kuck Trevor Marsicano Brian Hansen | Pattinaggio di velocità | Inseguimento a squadre maschile                     |
| Argento  | Bode Miller                                              | Sci alpino              | Supergigante maschile                               |
| Argento  | Julia Mancuso                                            | Sci alpino              | Discesa libera femminile                            |
| Argento  | Julia Mancuso                                            | Sci alpino              | Supercombinata femminile                            |
| Argento  | Apolo Anton Ohno                                         | Short track             | 1500 m maschile                                     |
| Argento  | Katherine Reutter                                        | Short track             | 1000 m femminile                                    |
| Argento  | Hannah Teter                                             | Snowboard               | Halfpipe femminile                                  |

### Medaglie di bronzo
| Medaglia | Nome                                                         | Sport                   | Evento                     |
| -------- | ------------------------------------------------------------ | ----------------------- | -------------------------- |
| Bronzo   | Shauna Rohbock Michelle Rzepka                               | Bob                     | Bob a due femminile        |
| Bronzo   | Shannon Bahrke                                               | Freestyle               | Gobbe femminile            |
| Bronzo   | Bryon Wilson                                                 | Freestyle               | Gobbe maschile             |
| Bronzo   | Chad Hedrick                                                 | Pattinaggio di velocità | 1000 m maschile            |
| Bronzo   | Bode Miller                                                  | Sci alpino              | Discesa libera maschile    |
| Bronzo   | Andrew Weibrecht                                             | Sci alpino              | Supergigante maschile      |
| Bronzo   | Lindsey Vonn                                                 | Sci alpino              | Supergigante femminile     |
| Bronzo   | J. R. Celski                                                 | Short track             | 1500 m maschile            |
| Bronzo   | Apolo Anton Ohno                                             | Short track             | 1000 m maschile            |
| Bronzo   | J. R. Celski Simon Cho Travis Jayner Apolo Anton Ohno        | Short track             | 5000 m staffetta maschile  |
| Bronzo   | Kimberly Derrick Alyson Dudek Lana Gehring Katherine Reutter | Short track             | 3000 m staffetta femminile |
| Bronzo   | Scotty Lago                                                  | Snowboard               | Halfpipe maschile          |
| Bronzo   | Kelly Clark                                                  | Snowboard               | Halfpipe femminile         |

## Biathlon
| Gara                    | Atleta                                            | Penalità    | Tempo d'arrivo | Posizione |
| ----------------------- | ------------------------------------------------- | ----------- | -------------- | --------- |
| 10 km sprint            | Lowell Bailey                                     | 0 (0+0)     | 26'26"6        | 36        |
| 10 km sprint            | Tim Burke                                         | 3 (1+2)     | 26'54"8        | 47        |
| 10 km sprint            | Jay Hakkinen                                      | 0 (0+0)     | 27'17"4        | 54        |
| 10 km sprint            | Jeremy Teela                                      | 2 (1+1)     | 25'21"7        | 9         |
| 12,5 km inseguimento    | Lowell Bailey                                     | 3 (0+2+1+0) | 36'34"0        | 36        |
| 12,5 km inseguimento    | Tim Burke                                         | 5 (0+2+1+2) | 37'26"8        | 46        |
| 12,5 km inseguimento    | Jay Hakkinen                                      | 6 (1+2+3+0) | 40'33"2        | 57        |
| 12,5 km inseguimento    | Jeremy Teela                                      | 4 (0+0+2+2) | 35'45"4        | 24        |
| 15 km partenza in linea | Tim Burke                                         | 4 (0+0+3+1) | 36'44"7        | 18        |
| 15 km partenza in linea | Jeremy Teela                                      | 4 (1+1+0+2) | 38'36"1        | 29        |
| 20 km individuale       | Lowell Bailey                                     | 4 (0+2+1+1) | 54'23"1        | 57        |
| 20 km individuale       | Tim Burke                                         | 5 (1+1+0+3) | 53'22"6        | 45        |
| 20 km individuale       | Jay Hakkinen                                      | 7 (2+1+2+2) | 57'01"8        | 76        |
| 20 km individuale       | Wynn Roberts                                      | 8 (3+2+0+3) | 58'49"2        | 86        |
| Staffetta 4x7,5 km      | Lowell Bailey Jay Hakkinen Tim Burke Jeremy Teela | 0+2 4+10    | 1h 27'58"3     | 13        |

| Gara               | Atleta                                                   | Penalità    | Tempo d'arrivo | Posizione |
| ------------------ | -------------------------------------------------------- | ----------- | -------------- | --------- |
| 7,5 km sprint      | Lanny Barnes                                             | 1 (1+0)     | 23'26"0        | 78        |
| 7,5 km sprint      | Haley Johnson                                            | 4 (1+3)     | 23'35"4        | 80        |
| 7,5 km sprint      | Laura Spector                                            | 2 (1+1)     | 23'18"1        | 77        |
| 7,5 km sprint      | Sara Studebaker                                          | 1 (0+1)     | 22'05"3        | 45        |
| 10 km inseguimento | Sara Studebaker                                          | 2 (1+0+0+1) | 35'00"1        | 46        |
| 15 km individuale  | Lanny Barnes                                             | 0 (0+0+0+0) | 43'31"8        | 23        |
| 15 km individuale  | Haley Johnson                                            | 4 (2+1+0+1) | 47'19"4        | 66        |
| 15 km individuale  | Laura Spector                                            | 2 (0+0+0+2) | 47'19"3        | 65        |
| 15 km individuale  | Sara Studebaker                                          | 1 (0+0+1+0) | 44'27"3        | 34        |
| Staffetta 4x6 km   | Sara Studebaker Lanny Barnes Haley Johnson Laura Spector | 1+8 0+4     | 1h 15'47"5     | 17        |

## Bob
| Gara                   | Equipaggio                                                   | Manche 1 | Manche 2 | Manche 3    | Manche 4 | Totale  | Posizione |
| ---------------------- | ------------------------------------------------------------ | -------- | -------- | ----------- | -------- | ------- | --------- |
| Bob a due maschile     | Steven Holcomb Curtis Tomasevicz                             | 51"89    | 52"04    | 51"98       | 52"03    | 3'27"94 | 6         |
| Bob a due maschile     | John Napier Steven Langton                                   | 52"28    | 52"45    | 52"31       | 52"36    | 3'29"40 | 10        |
| Bob a due maschile     | Mike Kohn Nick Cunningham                                    | 52"47    | 52"71    | 52"25       | 52"35    | 3'29"78 | 12        |
| Bob a quattro maschile | Steven Holcomb Steve Mesler Curtis Tomasevicz Justin Olsen   | 50"89 TR | 50"86 TR | 51"19       | 51"52    | 3'24"46 |           |
| Bob a quattro maschile | John Napier Christopher Fogt Steven Langton Charles Berkeley | 51"30    | 53"41    | non partiti |          |         | -         |
| Bob a quattro maschile | Mike Kohn Nick Cunningham Jamie Moriarty Bill Schuffenhauer  | 51"69    | 51"42    | 52"10       | 52"11    | 3'27"32 | 13        |
| Bob a due femminile    | Shauna Rohbock Michelle Rzepka                               | 53"73    | 53"36    | 53"53       | 53"44    | 3'34"06 | 6         |
| Bob a due femminile    | Erin Pac Elana Meyers                                        | 53"28    | 53"05    | 53"29       | 53"78    | 3'33"40 |           |
| Bob a due femminile    | Bree Schaaf Emily Azevedo                                    | 53"76    | 53"33    | 53"56       | 53"40    | 3'34"05 | 5         |

## Curling

### Torneo maschile
La squadra è stata composta da:
- John Shuster (skip)
- Jason Smith (third)
- Jeff Isaacson (second)
- John Benton (lead)
- Chris Plys (alternate)

#### Prima fase
| Sessione | Squadre     | Finale | 1 | 2 | 3 | 4 | 5 | 6 | 7 | 8 | 9 | 10 | 11 |
| -------- | ----------- | ------ | - | - | - | - | - | - | - | - | - | -- | -- |
| 1        | Stati Uniti | 5      | 0 | 1 | 0 | 2 | 0 | 0 | 1 | 0 | 1 | 0  |    |
| 1        | Germania    | 7      | 1 | 0 | 2 | 0 | 1 | 1 | 0 | 2 | 0 | 0  |    |
| 2        | Stati Uniti | 5      | 0 | 0 | 0 | 1 | 0 | 0 | 2 | 0 | 2 | 0  | 0  |
| 2        | Norvegia    | 6      | 0 | 1 | 0 | 0 | 1 | 0 | 0 | 2 | 0 | 1  | 1  |
| 3        | Stati Uniti | 6      | 0 | 0 | 0 | 2 | 1 | 1 | 1 | 1 | 0 | 0  | 0  |
| 3        | Svizzera    | 7      | 2 | 1 | 1 | 0 | 0 | 0 | 0 | 0 | 1 | 1  | 1  |
| 4        | Danimarca   | 7      | 0 | 2 | 0 | 1 | 0 | 0 | 1 | 1 | 0 | 1  | 1  |
| 4        | Stati Uniti | 6      | 1 | 0 | 2 | 0 | 0 | 2 | 0 | 0 | 1 | 0  | 0  |
| 6        | Francia     | 3      | 0 | 0 | 0 | 1 | 0 | 0 | 2 | 0 | 0 | 0  |    |
| 6        | Stati Uniti | 4      | 0 | 0 | 0 | 0 | 1 | 0 | 0 | 0 | 2 | 1  |    |
| 7        | Svezia      | 7      | 0 | 0 | 1 | 0 | 2 | 0 | 3 | 0 | 0 | 1  | 0  |
| 7        | Stati Uniti | 8      | 1 | 1 | 0 | 2 | 0 | 1 | 0 | 0 | 2 | 0  | 1  |
| 9        | Stati Uniti | 2      | 0 | 1 | 0 | 0 | 0 | 0 | 0 | 1 | 0 | 0  |    |
| 9        | Regno Unito | 4      | 0 | 0 | 0 | 0 | 2 | 1 | 0 | 0 | 0 | 1  |    |
| 10       | Canada      | 7      | 0 | 1 | 0 | 2 | 0 | 1 | 1 | 0 | 2 | X  |    |
| 10       | Stati Uniti | 2      | 1 | 0 | 1 | 0 | 0 | 0 | 0 | 0 | 0 | X  |    |
| 11       | Cina        | 11     | 3 | 0 | 1 | 1 | 0 | 0 | 3 | 0 | 3 | X  |    |
| 11       | Stati Uniti | 5      | 0 | 2 | 0 | 0 | 1 | 1 | 0 | 1 | 0 | X  |    |

Classifica
| Squadre     | G | V | P | PF | PS |
| ----------- | - | - | - | -- | -- |
| Canada      | 9 | 9 | 0 | 75 | 37 |
| Norvegia    | 9 | 7 | 2 | 64 | 43 |
| Svizzera    | 9 | 6 | 3 | 53 | 44 |
| Svezia      | 9 | 5 | 4 | 50 | 52 |
| Regno Unito | 9 | 5 | 4 | 57 | 44 |
| Germania    | 9 | 4 | 5 | 48 | 60 |
| Francia     | 9 | 3 | 6 | 37 | 63 |
| Cina        | 9 | 2 | 7 | 52 | 60 |
| Danimarca   | 9 | 2 | 7 | 45 | 63 |
| Stati Uniti | 9 | 2 | 7 | 43 | 59 |

### Torneo femminile
La squadra è stata composta da:
- Debbie McCormick (skip)
- Allison Pottinger (third)
- Nicole Joraanstad (second)
- Natalie Nicholson (lead)
- Tracy Sachtjen (alternate)

#### Prima fase
| Sessione | Squadre     | Finale | 1 | 2 | 3 | 4 | 5 | 6 | 7 | 8 | 9 | 10 | 11 |
| -------- | ----------- | ------ | - | - | - | - | - | - | - | - | - | -- | -- |
| 1        | Stati Uniti | 7      | 1 | 2 | 0 | 1 | 0 | 2 | 0 | 1 | 0 | 0  |    |
| 1        | Giappone    | 9      | 0 | 0 | 1 | 0 | 3 | 0 | 3 | 0 | 1 | 1  |    |
| 2        | Germania    | 6      | 1 | 0 | 0 | 0 | 3 | 0 | 0 | 2 | 0 | 0  |    |
| 2        | Stati Uniti | 5      | 0 | 0 | 0 | 1 | 0 | 1 | 1 | 0 | 1 | 1  |    |
| 4        | Danimarca   | 7      | 1 | 1 | 0 | 0 | 0 | 1 | 3 | 0 | 1 | 0  |    |
| 4        | Stati Uniti | 6      | 0 | 0 | 2 | 1 | 1 | 0 | 0 | 1 | 0 | 1  |    |
| 5        | Russia      | 4      | 0 | 0 | 0 | 1 | 0 | 0 | 2 | 0 | 1 | 0  |    |
| 5        | Stati Uniti | 6      | 0 | 0 | 1 | 0 | 2 | 0 | 0 | 1 | 0 | 2  |    |
| 7        | Stati Uniti | 6      | 0 | 0 | 0 | 1 | 1 | 1 | 0 | 0 | 1 | 1  | 1  |
| 7        | Regno Unito | 5      | 1 | 0 | 2 | 0 | 0 | 0 | 2 | 0 | 0 | 0  | 0  |
| 8        | Canada      | 9      | 0 | 0 | 4 | 0 | 2 | 0 | 3 | X | X | X  |    |
| 8        | Stati Uniti | 2      | 0 | 1 | 0 | 0 | 0 | 1 | 0 | X | X | X  |    |
| 9        | Stati Uniti | 3      | 0 | 0 | 1 | 0 | 1 | 0 | 1 | 0 | 0 | X  |    |
| 9        | Svezia      | 9      | 1 | 0 | 0 | 2 | 0 | 3 | 0 | 0 | 3 | X  |    |
| 11       | Stati Uniti | 5      | 0 | 1 | 1 | 0 | 0 | 2 | 0 | 1 | 0 | 0  |    |
| 11       | Cina        | 6      | 1 | 0 | 0 | 2 | 1 | 0 | 1 | 0 | 0 | 1  |    |
| 12       | Svizzera    | 10     | 0 | 0 | 2 | 1 | 3 | 1 | 3 | X | X | X  |    |
| 12       | Stati Uniti | 3      | 1 | 2 | 0 | 0 | 0 | 0 | 0 | X | X | X  |    |

Classifica
| Squadre     | G | V | P | PF | PS |
| ----------- | - | - | - | -- | -- |
| Canada      | 9 | 8 | 1 | 56 | 37 |
| Svezia      | 9 | 7 | 2 | 56 | 52 |
| Cina        | 9 | 6 | 3 | 61 | 47 |
| Svizzera    | 9 | 6 | 3 | 67 | 48 |
| Danimarca   | 9 | 4 | 5 | 49 | 61 |
| Germania    | 9 | 3 | 6 | 52 | 56 |
| Regno Unito | 9 | 3 | 6 | 54 | 59 |
| Giappone    | 9 | 3 | 6 | 64 | 70 |
| Russia      | 9 | 3 | 6 | 53 | 60 |
| Stati Uniti | 9 | 2 | 7 | 43 | 65 |

## Combinata nordica
| Gara           | Atleta                                                  | Salto  | Salto | Salto | Fondo        | Fondo   | Posizione |
| Gara           | Atleta                                                  | Lungh. | Punti | Tempo | Tempo totale |         | Posizione |
| -------------- | ------------------------------------------------------- | ------ | ----- | ----- | ------------ | ------- | --------- |
| NH + 10 km     | Brett Camerota                                          | 100,0  | 121,5 | 10    | 27'00"6      | 27'56"6 | 36        |
| NH + 10 km     | Bill Demong                                             | 96,5   | 115,5 | 24    | 24'45"0      | 16'05"0 | 6         |
| NH + 10 km     | Todd Lodwick                                            | 101,5  | 127,0 | 2     | 25'14"6      | 25'48"6 | 4         |
| NH + 10 km     | Johnny Spillane                                         | 100,5  | 124,5 | 4     | 25'03"5      | 25'47"5 |           |
| LH + 10 km     | Bill Demong                                             | 127,0  | 115,5 | 6     | 24'46"9      | 25'32"9 |           |
| LH + 10 km     | Taylor Fletcher                                         | 82,0   | 38,0  | 46    | 26'17"5      | 32'13"5 | 45        |
| LH + 10 km     | Todd Lodwick                                            | 122,5  | 108,7 | 13    | 25'30"2      | 26'43"2 | 13        |
| LH + 10 km     | Johnny Spillane                                         | 129,0  | 118,5 | 2     | 25'02"9      | 25'36"9 |           |
| Gara a squadre | Brett Camerota Todd Lodwick Johnny Spillane Bill Demong | -      | 505,8 | 2     | 49'34"8      | 49'36"8 |           |

## Freestyle
| Gara            | Atleta         | Qualificazioni | Qualificazioni | Qualificazioni | Qualificazioni | Qualificazioni | Finale           | Finale           | Finale           | Finale           | Finale           |
| Gara            | Atleta         | Curve          | Salti          | Tempo          | Totale         | Posizione      | Curve            | Salti            | Tempo            | Totale           | Posizione        |
| --------------- | -------------- | -------------- | -------------- | -------------- | -------------- | -------------- | ---------------- | ---------------- | ---------------- | ---------------- | ---------------- |
| Gobbe maschile  | Patrick Deneen | 13,2           | 4,13           | 6,64           | 23,97          | 13             | nessun punteggio | nessun punteggio | nessun punteggio | nessun punteggio | nessun punteggio |
| Gobbe maschile  | Michael Morse  | 12,8           | 4,42           | 5,86           | 23,08          | 19             | 12,3             | 4,47             | 6,61             | 23,38            | 15               |
| Gobbe maschile  | Nate Roberts   | 12,4           | 4,11           | 6,71           | 23,22          | 16             | nessun punteggio | nessun punteggio | nessun punteggio | nessun punteggio | nessun punteggio |
| Gobbe maschile  | Bryon Wilson   | 13,3           | 4,95           | 6,81           | 25,06          | 3              | 13,8             | 5,46             | 6,82             | 26,08            |                  |
| Gobbe femminile | Shannon Bahrke | 13,3           | 4,68           | 6,29           | 24,27          | 6              | 13,5             | 4,92             | 7,01             | 25,43            |                  |
| Gobbe femminile | Hannah Kearney | 14,0           | 4,98           | 6,98           | 25,96          | 1              | 14,2             | 5,40             | 7,03             | 26,63            |                  |
| Gobbe femminile | Heather McPhie | 13,4           | 4,98           | 6,65           | 25,03          | 3              | 4,8              | 3,90             | 5,82             | 14,52            | 18               |
| Gobbe femminile | Michelle Roark | 12,8           | 4,85           | 6,33           | 23,98          | 7              | 5,9              | 4,71             | 5,29             | 15,90            | 17               |

| Gara            | Atleta          | Qualificazioni | Qualificazioni | Qualificazioni | Qualificazioni | Finale   | Finale   | Finale | Finale    |
| Gara            | Atleta          | 1° salto       | 2° salto       | Totale         | Posizione      | 1° salto | 2° salto | Totale | Posizione |
| --------------- | --------------- | -------------- | -------------- | -------------- | -------------- | -------- | -------- | ------ | --------- |
| Salti maschile  | Matt DePeters   | 101,84         | 100,64         | 202,48         | 17             |          |          |        |           |
| Salti maschile  | Jeret Peterson  | 119,47         | 117,87         | 237,34         | 5              | 118,59   | 128,62   | 247,21 |           |
| Salti maschile  | Yuri Shapkin    | non partito    | non partito    | non partito    | non partito    |          |          |        |           |
| Salti maschile  | Ryan St. Onge   | 122,57         | 118,10         | 240,67         | 2              | 115,27   | 124,66   | 239,93 | 4         |
| Salti femminile | Ashley Caldwell | 79,66          | 82,68          | 162,34         | 12             | 86,53    | 84,57    | 171,10 | 10        |
| Salti femminile | Emily Cook      | 86,31          | 93,94          | 180,25         | 5              | 65,03    | 83,89    | 148,92 | 11        |
| Salti femminile | Jana Lindsey    | 64,10          | 87,59          | 151,69         | 17             |          |          |        |           |
| Salti femminile | Lacy Schnoor    | 87,77          | 81,74          | 169,51         | 6              | 89,88    | 83,01    | 172,89 | 9         |

| Gara               | Atleta        | Qualificazioni | Qualificazioni | Ottavi | Quarti | Semifinali | Finale |
| ------------------ | ------------- | -------------- | -------------- | ------ | ------ | ---------- | ------ |
| Ski cross maschile | Casey Puckett | 1'14"35        | 18             | 4      |        |            |        |
| Ski cross maschile | Daron Rahlves | 1'14"91        | 24             | 3      |        |            |        |

## Hockey su ghiaccio

### Torneo maschile

#### Roster
La squadra maschile è composta da:
- Ryan Miller
- Jonathan Quick
- Tim Thomas
- Tim Gleason
- Erik Johnson
- Jack Johnson
- Mike Komisarek
- Paul Martin
- Brooks Orpik
- Brian Rafalski
- Ryan Suter
- Ryan Whitney
- David Backes
- Dustin Brown
- Ryan Callahan
- Chris Drury
- Patrick Kane
- Ryan Kesler
- Phil Kessel
- Jamie Langenbrunner
- Ryan Malone
- Zach Parise
- Joe Pavelski
- Bobby Ryan
- Paul Šťastný

#### Prima fase
| Vancouver 16 febbraio 2010, ore 12:00 UTC-8 | Stati Uniti | 3 – 1 (1-0, 2-0, 0-1) referto | Svizzera | Canada Hockey Place (16.706 spett.) |

| Vancouver 18 febbraio 2010, ore 12:00 UTC-8 | Stati Uniti | 6 – 1 (2-0, 1-1, 3-0) referto | Norvegia | Canada Hockey Place |

| Vancouver 21 febbraio 2010, ore 16:45 UTC-8 | Canada | 3 – 5 (1-2, 1-1, 1-2) referto | Stati Uniti | Canada Hockey Place |

Classifica
| Squadre     | Punti | PG | V | VOT | POT | P | GF | GS | DG  |
| ----------- | ----- | -- | - | --- | --- | - | -- | -- | --- |
| Stati Uniti | 9     | 3  | 3 | 0   | 0   | 0 | 14 | 5  | +9  |
| Canada      | 5     | 3  | 1 | 1   | 0   | 1 | 14 | 7  | +7  |
| Svizzera    | 3     | 3  | 0 | 1   | 1   | 1 | 8  | 10 | -2  |
| Norvegia    | 1     | 3  | 0 | 0   | 1   | 2 | 5  | 19 | -14 |

#### Fase ad eliminazione diretta
Quarti di finale
| Vancouver 24 febbraio 2010, ore 12:00 UTC-8 | Stati Uniti | 2 – 0 (0-0, 0-0, 2-0) referto | Svizzera | Canada Hockey Place |

Semifinale
| Vancouver 26 febbraio 2010, ore 12:00 UTC-8 | Stati Uniti | 6 – 1 (6-0 0-1 0-0) referto | Finlandia | Canada Hockey Place |

Finale
| Vancouver 28 febbraio 2010, ore 12:15 UTC-8 | Stati Uniti | 2 – 3 (d.t.s.) (0-1 1-1 1-0 0-1) referto | Canada | Canada Hockey Place |

### Torneo femminile

#### Roster
La squadra femminile è composta da:
- Brianne McLaughlin
- Molly Schaus
- Jessie Vetter
- Kacey Bellamy
- Caitlin Cahow
- Lisa Chesson
- Molly Engstrom
- Angela Ruggiero
- Kerry Weiland
- Julie Chu
- Natalie Darwitz
- Meghan Duggan
- Hilary Knight
- Jocelyn Lamoureux
- Monique Lamoureux
- Erika Lawler
- Gigi Marvin
- Jenny Potter
- Kelli Stack
- Karen Thatcher
- Jinelle Zaugg-Siergiej

#### Prima fase
| Vancouver 14 febbraio 2010, ore 12:00 UTC-8 | Stati Uniti | 12 – 1 (5-0, 3-0, 4-1) referto | Cina | UBC Winter Sports Centre (5.278 spett.) |

| Vancouver 16 febbraio 2010, ore 14:30 UTC-8 | Russia | 0 – 13 (0-5, 0-7, 0-1) referto | Stati Uniti | UBC Winter Sports Centre (5,365 spett.) |

| Vancouver 18 febbraio 2010, ore 14:30 UTC-8 | Stati Uniti | 6 – 0 (4-0, 1-0, 1-0) referto | Finlandia | UBC Winter Sports Centre |

Classifica
| Squadre     | Punti | PG | V | VOT | POT | P | GF | GS | DG  |
| ----------- | ----- | -- | - | --- | --- | - | -- | -- | --- |
| Stati Uniti | 9     | 3  | 3 | 0   | 0   | 0 | 31 | 1  | +30 |
| Finlandia   | 6     | 2  | 2 | 0   | 0   | 1 | 7  | 8  | -1  |
| Russia      | 3     | 3  | 1 | 0   | 0   | 2 | 3  | 19 | -16 |
| Cina        | 0     | 3  | 0 | 0   | 0   | 3 | 3  | 16 | -13 |

#### Fase ad eliminazione diretta
Semifinale
| Vancouver 22 febbraio 2010, ore 12:00 UTC-8 | Stati Uniti | 9 – 1 (2-0, 3-1, 4-0) referto | Svezia | Canada Hockey Place |

Finale
| Vancouver 25 febbraio 2010, ore 15:30 UTC-8 | Canada | 2 – 0 (2-0, 0-0, 0-0) referto | Stati Uniti | Canada Hockey Place |

## Pattinaggio di figura
| Gara                  | Atleta                        | Obbligatorio | Obbligatorio | Breve/Originale | Breve/Originale | Libero | Libero | Totale | Totale |
| Gara                  | Atleta                        | Punti        | Pos,         | Punti           | Pos,            | Punti  | Pos,   | Punti  | Pos,   |
| --------------------- | ----------------------------- | ------------ | ------------ | --------------- | --------------- | ------ | ------ | ------ | ------ |
| Individuale maschile  | Jeremy Abbott                 |              |              | 69,40           | 15              | 149,56 | 9      | 218,96 | 9      |
| Individuale maschile  | Evan Lysacek                  |              |              | 90,30           | 2               | 167,37 | 1      | 257,67 |        |
| Individuale maschile  | Johnny Weir                   |              |              | 82,10           | 6               | 156,77 | 6      | 238,87 | 6      |
| Individuale femminile | Rachael Flatt                 |              |              | 64,64           | 5               | 117,85 | 8      | 182,49 | 7      |
| Individuale femminile | Mirai Nagasu                  |              |              | 63,76           | 6               | 126,39 | 5      | 190,15 | 4      |
| Gara a coppie         | Amanda Evora Mark Ladwig      |              |              | 57,86           | 10              | 114,06 | 10     | 171,92 | 10     |
| Gara a coppie         | Caydee Denney Jeremy Barrett  |              |              | 53,26           | 14              | 105,07 | 12     | 158,33 | 13     |
| Danza su ghiaccio     | Tanith Belbin Benjamin Agosto | 40,83        | 4            | 62,50           | 4               | 99,74  | 4      | 203,07 | 4      |
| Danza su ghiaccio     | Meryl Davis Charlie White     | 41,47        | 3            | 67,08           | 2               | 107,19 | 2      | 215,74 |        |
| Danza su ghiaccio     | Emily Samuelson Evan Bates    | 31,37        | 14           | 53,99           | 11              | 88,94  | 11     | 174,30 | 11     |

## Pattinaggio di velocità
| Gara    | Atleta            | Tempo 1  | Tempo 2  | Totale   | Posizione |
| ------- | ----------------- | -------- | -------- | -------- | --------- |
| 500 m   | Shani Davis       | 35"45    | -        | -        | -         |
| 500 m   | Tucker Fredricks  | 35"218   | 35"138   | 1'10"35  | 12        |
| 500 m   | Nick Pearson      | 35"834   | 36"094   | 1'11"92  | 26        |
| 500 m   | Mitchell Whitmore | 36"734   | 36"314   | 1'13"04  | 37        |
| 1000 m  | Shani Davis       | 1'08"94  | 1'08"94  | 1'08"94  |           |
| 1000 m  | Chad Hedrick      | 1'09"32  | 1'09"32  | 1'09"32  |           |
| 1000 m  | Trevor Marsicano  | 1'10"11  | 1'10"11  | 1'10"11  | 10        |
| 1000 m  | Nick Pearson      | 1'09"79  | 1'09"79  | 1'09"79  | 7         |
| 1500 m  | Shani Davis       | 1'46"10  | 1'46"10  | 1'46"10  |           |
| 1500 m  | Brian Hansen      | 1'48"45  | 1'48"45  | 1'48"45  | 18        |
| 1500 m  | Chad Hedrick      | 1'46"69  | 1'46"69  | 1'46"69  | 6         |
| 1500 m  | Trevor Marsicano  | 1'47"84  | 1'47"84  | 1'47"84  | 15        |
| 5000 m  | Shani Davis       | 6'28"44  | 6'28"44  | 6'28"44  | 12        |
| 5000 m  | Chad Hedrick      | 6'27"07  | 6'27"07  | 6'27"07  | 11        |
| 5000 m  | Trevor Marsicano  | 6'30"93  | 6'30"93  | 6'30"93  | 14        |
| 10000 m | Ryan Bedford      | 13'40"20 | 13'40"20 | 13'40"20 | 12        |
| 10000 m | Jonathan Kuck     | 13'31"78 | 13'31"78 | 13'31"78 | 8         |

| Quarti di finale                                        |         |                                                           |         |
| Stati Uniti Chad Hedrick Jonathan Kuck Trevor Marsicano | 3'44"25 | Giappone Shigeyuki Dejima Hiroki Hirako Teruhiro Sugimori | 3'48"15 |
| Semifinale                                              |         |                                                           |         |
| Stati Uniti Brian Hansen Chad Hedrick Jonathan Kuck     | 3'42"71 | Paesi Bassi Jan Blokhuijsen Sven Kramer Mark Tuitert      | 3'43"11 |
| Finale A                                                |         |                                                           |         |
| Stati Uniti Brian Hansen Chad Hedrick Jonathan Kuck     | 3'41"58 | Canada Mathieu Giroux Lucas Makowsky Denny Morrison       | 3'41"37 |

| Atleta | Gara               | Tempo 1  | Tempo 2  | Totale   | Posizione |
| ------ | ------------------ | -------- | -------- | -------- | --------- |
| 500 m  | Lauren Cholewinski | 39"514   | 38"587   | 1'19"10  | 30        |
| 500 m  | Elli Ochowicz      | 39"002   | 39"048   | 1'18"05  | 17        |
| 500 m  | Heather Richardson | 38"698   | 38"477   | 1'17"17  | 6         |
| 500 m  | Jennifer Rodriguez | 39"182   | 39"281   | 1'18"46  | 21        |
| 1000 m | Rebekah Bradford   | 1'18"788 | 1'18"788 | 1'18"788 | 29        |
| 1000 m | Elli Ochowicz      | 1'18"33  | 1'18"33  | 1'18"33  | 26        |
| 1000 m | Heather Richardson | 1'17"37  | 1'17"37  | 1'17"37  | 9         |
| 1000 m | Jennifer Rodriguez | 1'17"08  | 1'17"08  | 1'17"08  | 7         |
| 1500 m | Catherine Raney    | 2'03"02  | 2'03"02  | 2'03"02  | 31        |
| 1500 m | Heather Richardson | 1'59"56  | 1'59"56  | 1'59"56  | 16        |
| 1500 m | Jennifer Rodriguez | 2'00"08  | 2'00"08  | 2'00"08  | 18        |
| 1500 m | Jilleanne Rookard  | 2'01"95  | 2'01"95  | 2'01"95  | 24        |
| 3000 m | Catherine Raney    | 4'16"59  | 4'16"59  | 4'16"59  | 17        |
| 3000 m | Jilleanne Rookard  | 4'13"05  | 4'13"05  | 4'13"05  | 12        |
| 3000 m | Nancy Swider-Peltz | 4'11"16  | 4'11"16  | 4'11"16  | 9         |
| 5000 m | Maria Lamb         | 7'25"15  | 7'25"15  | 7'25"15  | 15        |
| 5000 m | Jilleanne Rookard  | 7'07"48  | 7'07"48  | 7'07"48  | 8         |

| Quarti di finale                                                        |                    |                                                                          |         |
| Stati Uniti Jennifer Rodriguez Jilleanne Rookard Nancy Swider-Peltz     | 3'02"19            | Canada Kristina Groves Christine Nesbitt Brittany Schussler              | 3'02"24 |
| Semifinale                                                              |                    |                                                                          |         |
| Stati Uniti Jennifer Rodriguez Jilleanne Rookard Nancy Swider-Peltz     | 3'03"78            | Germania Daniela Anschütz-Thoms Stephanie Beckert Anni Friesinger-Postma | 3'03"55 |
| Finale B                                                                |                    |                                                                          |         |
| Stati Uniti Catherine Raney-Norman Jennifer Rodriguez Jilleanne Rookard | 3'05"30 (4º posto) | Polonia Katarzyna Bachleda-Curuś Katarzyna Woźniak Luiza Złotkowska      | 3'03"73 |

## Salto con gli sci
| Gara               | Atleta                                                           | Qualificazioni | Qualificazioni | Qualificazioni | Finale          | Finale         | Finale          | Finale         | Finale       | Pos. |
| Gara               | Atleta                                                           | Lunghezza      | Punti          | Pos.           | Lungh. 1° salto | Punti 1° salto | Lungh. 2° salto | Punti 2° salto | Punti totali | Pos. |
| ------------------ | ---------------------------------------------------------------- | -------------- | -------------- | -------------- | --------------- | -------------- | --------------- | -------------- | ------------ | ---- |
| Trampolino normale | Nick Alexander                                                   | 96,0           | 113,0          | 35             | 93,5            | 106,5          |                 |                | 106,5        | 41   |
| Trampolino normale | Peter Frenette                                                   | 97,0           | 115,0          | 30             | 93,0            | 106,5          |                 |                | 106,5        | 41   |
| Trampolino normale | Anders Johnson                                                   | 93,5           | 108,5          | 40             | 86,5            | 92,5           |                 |                | 92,5         | 49   |
| Trampolino lungo   | Nick Alexander                                                   | 127,5          | 116,5          | 28             | 109,0           | 79,2           |                 |                | 79,2         | 40   |
| Trampolino lungo   | Peter Frenette                                                   | 126,0          | 113,8          | 30             | 114,5           | 90,6           |                 |                | 90,6         | 312  |
| Trampolino lungo   | Anders Johnson                                                   | 117,0          | 95,6           | 42             |                 |                |                 |                |              |      |
| Gara a squadre     | Anders Johnson Peter Frenette Taylor Fletcher Nicholas Alexander |                |                |                | -               | 340,0          |                 |                | 340,0        | 11   |

## Sci alpino
| Gara           | Atleta           | 1° manche    | 2° manche    | Tempo totale | Posizione    |
| -------------- | ---------------- | ------------ | ------------ | ------------ | ------------ |
| Slalom         | Jimmy Cochran    | 54"94        | non finito   |              |              |
| Slalom         | Nolan Kasper     | 50"66        | 52"51        | 1'43"17      | 24           |
| Slalom         | Ted Ligety       | non finito   |              |              |              |
| Slalom         | Bode Miller      | non finito   |              |              |              |
| Gigante        | Tommy Ford       | 1'19"10      | 1'22"05      | 2'41"15      | 26           |
| Gigante        | Ted Ligety       | 1'17"87      | 1'21"24      | 2'39"11      | 9            |
| Gigante        | Bode Miller      | non finito   |              |              |              |
| Gigante        | Jake Zamansky    | 1'19"85      | 1'22"50      | 2'42"35      | 31           |
| Super-g        | Ted Ligety       | 1'31"70      | 1'31"70      | 1'31"70      | 19           |
| Super-g        | Bode Miller      | 1'30"62      | 1'30"62      | 1'30"62      |              |
| Super-g        | Marco Sullivan   | 1'32"09      | 1'32"09      | 1'32"09      | 23           |
| Super-g        | Andrew Weibrecht | 1'30"65      | 1'30"65      | 1'30"65      |              |
| Discesa        | Bode Miller      | 1'54"40      | 1'54"40      | 1'54"40      |              |
| Discesa        | Steven Nyman     | 1'55"71      | 1'55"71      | 1'55"71      | 20           |
| Discesa        | Marco Sullivan   | squalificato | squalificato | squalificato | squalificato |
| Discesa        | Andrew Weibrecht | 1'55"74      | 1'55"74      | 1'55"74      | 21           |
| Supercombinata | Will Brandenburg | 1'56"28      | 50"78        | 2'47"06      | 10           |
| Supercombinata | Ted Ligety       | 1'55"06      | 50"76        | 2'45"82      | 5            |
| Supercombinata | Bode Miller      | 1'53"91      | 51"01        | 2'44"92      |              |
| Supercombinata | Andrew Weibrecht | 1'55"23      | 52"35        | 2'47"58      | 11           |

| Gara           | Atleta            | 1° manche    | 2° manche    | Tempo totale | Posizione    |
| -------------- | ----------------- | ------------ | ------------ | ------------ | ------------ |
| Slalom         | Hailey Duke       | 54"02        | 54"67        | 1'48"69      | 30           |
| Slalom         | Megan McJames     | 54"41        | non finito   |              |              |
| Slalom         | Sarah Schleper    | 51"83        | 54"05        | 1'45"88      | 16           |
| Slalom         | Lindsey Vonn      | non finito   |              |              |              |
| Gigante        | Julia Mancuso     | 1'16"42      | 1'11"24      | 2'27"66      | 8            |
| Gigante        | Megan McJames     | 1'18"30      | 1'14"68      | 2'32"98      | 32           |
| Gigante        | Sarah Schleper    | 1'16"19      | 1'12"17      | 2'28"36      | 14           |
| Gigante        | Lindsey Vonn      | non finito   |              |              |              |
| Super-g        | Julia Mancuso     | 1'21"50      | 1'21"50      | 1'21"50      | 9            |
| Super-g        | Chelsea Marshall  | non finito   | non finito   | non finito   | non finito   |
| Super-g        | Leanne Smith      | 1'23"05      | 1'23"05      | 1'23"05      | 19           |
| Super-g        | Lindsey Vonn      | 1'20"88      | 1'20"88      | 1'20"88      |              |
| Discesa        | Stacey Cook       | 1'46"98      | 1'46"98      | 1'46"98      | 11           |
| Discesa        | Julia Mancuso     | 1'44"75      | 1'44"75      | 1'44"75      |              |
| Discesa        | Alice McKennis    | squalificata | squalificata | squalificata | squalificata |
| Discesa        | Lindsey Vonn      | 1'44"19      | 1'44"19      | 1'44"19      |              |
| Supercombinata | Julia Mancuso     | 1'24"96      | 45"12        | 2'10"08      |              |
| Supercombinata | Kaylin Richardson | 1'27"64      | 45"76        | 2'13"40      | 17           |
| Supercombinata | Leanne Smith      | 1'27"27      | 46"70        | 2'13"97      | 21           |
| Supercombinata | Lindsey Vonn      | 1'24"16      | non finito   |              |              |

## Sci di fondo
| Gara                        | Atleta                                               | Tempo d'arrivo | Posizione  |
| --------------------------- | ---------------------------------------------------- | -------------- | ---------- |
| 15 km a tecnica libera      | Kris Freeman                                         | 36'41"6        | 59         |
| 15 km a tecnica libera      | Simi Hamilton                                        | 37'30"5        | 64         |
| 15 km a tecnica libera      | Garrott Kuzzy                                        | 36'41"5        | 58         |
| 15 km a tecnica libera      | James Southam                                        | 35'58"2        | 48         |
| 30 km inseguimento          | Kris Freeman                                         | 1h 23'02"6     | 45         |
| 30 km inseguimento          | James Southam                                        | 1h 20'46"2     | 34         |
| 50 km con partenza in linea | Kris Freeman                                         | non finito     | non finito |
| 50 km con partenza in linea | James Southam                                        | 2h 10'08"3     | 28         |
| Staffetta 4x10 km           | Andrew Newell Torin Koos Garrott Kuzzy Simi Hamilton | 1h 51'27"7     | 13         |

| Gara              | Atleta                   | Qualificazioni | Qualificazioni | Quarti di finale | Quarti di finale | Semifinali | Semifinali | Finale  | Finale    |
| Gara              | Atleta                   | Tempo          | Pos.           | Tempo            | Pos.             | Tempo      | Pos.       | Tempo   | Posizione |
| ----------------- | ------------------------ | -------------- | -------------- | ---------------- | ---------------- | ---------- | ---------- | ------- | --------- |
| Individuale       | Simi Hamilton            | 3'41"53        | 29             | 3'43"4           | 6                |            |            |         |           |
| Individuale       | Torin Koos               | 3'42"72        | 36             |                  |                  |            |            |         |           |
| Individuale       | Garrott Kuzzy            | 3'47"46        | 47             |                  |                  |            |            |         |           |
| Individuale       | Andrew Newell            | 3'46"77        | 45             |                  |                  |            |            |         |           |
| Sprint di squadra | Torin Koos Andrew Newell |                |                |                  |                  | 18'43"7    | 4          | 19'21"6 | 9         |

| Gara                        | Atleta                                                      | Tempo d'arrivo | Posizione  |
| --------------------------- | ----------------------------------------------------------- | -------------- | ---------- |
| 10 km a tecnica libera      | Morgan Arritola                                             | 27'04"4        | 34         |
| 10 km a tecnica libera      | Holly Brooks                                                | 27'17"6        | 42         |
| 10 km a tecnica libera      | Caitlin Compton                                             | 26'49"1        | 30         |
| 10 km a tecnica libera      | Liz Stephen                                                 | 27'41"1        | 50         |
| 15 km inseguimento          | Morgan Arritola                                             | 43'25"9        | 38         |
| 15 km inseguimento          | Holly Brooks                                                | 45'38"8        | 56         |
| 15 km inseguimento          | Caitlin Compton                                             | 44'23"3        | 43         |
| 15 km inseguimento          | Liz Stephen                                                 | 45'53"8        | 58         |
| 30 km con partenza in linea | Morgan Arritola                                             | non finito     | non finito |
| 30 km con partenza in linea | Holly Brooks                                                | 1h 38'14"5     | 36         |
| 30 km con partenza in linea | Kikkan Randall                                              | 1h 34'59"0     | 24         |
| Staffetta 4x5 km            | Kikkan Randall Holly Brooks Morgan Arritola Caitlin Compton | 58'57"5        | 12         |

| Gara              | Atleta                         | Qualificazioni | Qualificazioni | Quarti di finale | Quarti di finale | Semifinali | Semifinali | Finale  | Finale    |
| Gara              | Atleta                         | Tempo          | Pos.           | Tempo            | Pos.             | Tempo      | Pos.       | Tempo   | Posizione |
| ----------------- | ------------------------------ | -------------- | -------------- | ---------------- | ---------------- | ---------- | ---------- | ------- | --------- |
| Individuale       | Holly Brooks                   | 3'52"51        | 38             |                  |                  |            |            |         |           |
| Individuale       | Kikkan Randall                 | 3'44"97        | 10             | 3'39"4           | 3                | 3'45"9     | 4          |         |           |
| Sprint di squadra | Caitlin Compton Kikkan Randall |                |                |                  |                  | 18'48"9    | 3          | 18'51"6 | 6         |

## Short track
| 500 m            | Simon Cho                                             | 41"726   | 2 | 41"211       | 3            |              |              |              |              |  |  |
| 500 m            | Jordan Malone                                         | 1'03"884 | 4 |              |              |              |              |              |              |  |  |
| 500 m            | Apolo Anton Ohno                                      | 41"665   | 1 | 42"004       | 2            | 41"460       | 1            | squalificato | squalificato |  |  |
| 1000 m           | J. R. Celski                                          | 1'25"113 | 2 | 1'24"621     | 2            | squalificato | squalificato |              |              |  |  |
| 1000 m           | Travis Jayner                                         | 1'26"870 | 3 |              |              |              |              |              |              |  |  |
| 1000 m           | Apolo Anton Ohno                                      | 1'25"940 | 1 | 1'25"502     | 2            | 1'25"033     | 1            | 1'24"128     |              |  |  |
| 1500 m           | J. R. Celski                                          |          |   | 2'12"460     | 2            | 2'13"606     | 2            | 2'18"053     |              |  |  |
| 1500 m           | Jordan Malone                                         |          |   | squalificato | squalificato |              |              |              |              |  |  |
| 1500 m           | Apolo Anton Ohno                                      |          |   | 2'17"653     | 1            | 2'11"072     | 2            | 2'17"976     |              |  |  |
| 5000 m staffetta | J. R. Celski Simon Cho Travis Jayner Apolo Anton Ohno |          |   |              |              | 6'46"369     | 2            | 6'44"498     |              |  |  |

| Gara             | Atleta                                                       | Batterie     | Batterie     | Quarti di finale | Quarti di finale | Semifinali | Semifinali | Finale   | Finale |
| Gara             | Atleta                                                       | Tempo        | Pos.         | Tempo            | Pos.             | Tempo      | Pos.       | Tempo    | Pos.   |
| ---------------- | ------------------------------------------------------------ | ------------ | ------------ | ---------------- | ---------------- | ---------- | ---------- | -------- | ------ |
| 500 m            | Alyson Dudek                                                 | 44"560       | 2            | 44"58            | 4                |            |            |          |        |
| 500 m            | Katherine Reutter                                            | 44"187       | 1            | 43"834           | 1                | 44"145     | 4          | 44"846   | 7      |
| 1000 m           | Allison Baver                                                | squalificata | squalificata |                  |                  |            |            |          |        |
| 1000 m           | Kimberly Derrick                                             | 1'31"663     | 3            |                  |                  |            |            |          |        |
| 1000 m           | Katherine Reutter                                            | 1'30"508     | 1            | 1'29"955         | 1                | 1'30"568   | 1          | 1'29"324 |        |
| 1500 m           | Allison Baver                                                |              |              | 2'44"915         | 4                | 2'45"053   | 5          |          |        |
| 1500 m           | Kimberly Derrick                                             |              |              | 2'24"375         | 4                |            |            |          |        |
| 1500 m           | Katherine Reutter                                            |              |              | 2'29"316         | 2                | 2'37"060   | 4          | 2'18"396 | 4      |
| 3000 m staffetta | Kimberly Derrick Alyson Dudek Lana Gehring Katherine Reutter |              |              |                  |                  | 4'15"376   | 2          | 4'14"081 |        |

## Skeleton
| Gara              | Atleta            | Manche 1 | Manche 2 | Manche 3 | Manche 4 | Totale  | Posizione |
| ----------------- | ----------------- | -------- | -------- | -------- | -------- | ------- | --------- |
| Singolo maschile  | Eric Bernotas     | 53"23    | 53"55    | 53"33    | 53"16    | 3'33"27 | 14        |
| Singolo maschile  | John Daly         | 54"08    | 53"65    | 53"23    | 53"05    | 3'34"01 | 17        |
| Singolo maschile  | Zach Lund         | 53"04    | 52"85    | 52"57    | 52"81    | 3'31"27 | 5         |
| Singolo femminile | Noelle Pikus-Pace | 54"30    | 54"21    | 53"88    | 54"07    | 3'36"46 | 14        |
| Singolo femminile | Katie Uhlaender   | 54"51    | 54"53    | 54"54    | 54"35    | 3'37"93 | 11        |

## Slittino
| Gara              | Atleta                      | Manche 1 | Manche 2 | Manche 3 | Manche 4 | Totale   | Posizione |
| ----------------- | --------------------------- | -------- | -------- | -------- | -------- | -------- | --------- |
| Singolo maschile  | Tony Benshoof               | 48"657   | 48"747   | 49"010   | 48"714   | 3'15"128 | 8         |
| Singolo maschile  | Chris Mazdzer               | 48"811   | 48"963   | 49"223   | 48"816   | 3'15"813 | 13        |
| Singolo maschile  | Bengt Walden                | 49"002   | 48"865   | 49"323   | 48"794   | 3'15"984 | 15        |
| Singolo femminile | Julia Clukey                | 42"059   | 42"075   | 42"472   | 42"754   | 2'49"360 | 17        |
| Singolo femminile | Erin Hamlin                 | 41"835   | 42"219   | 42"792   | 42"262   | 2'49"108 | 16        |
| Singolo femminile | Megan Sweeney               | 42"450   | 42"690   | 42"625   | 42"450   | 2'50"215 | 22        |
| Doppio            | Mark Grimmette Brian Martin | 41"821   | 41"821   | 42"184   | 42"184   | 1'24"005 | 13        |
| Doppio            | Christian Niccum Dan Joye   | 41"602   | 41"602   | 41"689   | 41"689   | 1'23"291 | 6         |

## Snowboard
| Gara               | Atleta           | Qualificazioni | Qualificazioni | Semifinali           | Semifinali           | Finale    | Finale    |
| Gara               | Atleta           | Punteggio      | Pos.           | Punteggio            | Pos.                 | Punteggio | Posizione |
| ------------------ | ---------------- | -------------- | -------------- | -------------------- | -------------------- | --------- | --------- |
| Halfpipe maschile  | Greg Bretz       | 41,3           | 4              | 42,1                 | 2                    | 18,3      | 12        |
| Halfpipe maschile  | Scotty Lago      | 39,0           | 6              | 41,3                 | 3                    | 42,8      |           |
| Halfpipe maschile  | Louie Vito       | 41,8           | 3              | di diritto in finale | di diritto in finale | 39,4      | 5         |
| Halfpipe maschile  | Shaun White      | 45,8           | 1              | di diritto in finale | di diritto in finale | 48,4      |           |
| Halfpipe femminile | Gretchen Bleiler | 40,2           | 5              | di diritto in finale | di diritto in finale | 14,7      | 11        |
| Halfpipe femminile | Kelly Clark      | 45,4           | 2              | di diritto in finale | di diritto in finale | 42,2      |           |
| Halfpipe femminile | Elena Hight      | 37,9           | 8              | 37,1                 | 4                    | 24,6      | 10        |
| Halfpipe femminile | Hannah Teter     | 42,7           | 4              | di diritto in finale | di diritto in finale | 42,4      |           |

| Gara                        | Atleta           | Qualificazioni | Qualificazioni | Ottavi        | Ottavi | Quarti      | Quarti | Semifinale | Semifinale | Finale | Finale |
| --------------------------- | ---------------- | -------------- | -------------- | ------------- | ------ | ----------- | ------ | ---------- | ---------- | ------ | ------ |
| Gigante parallelo maschile  | Tyler Jewell     | 1'17"85        | 7              | T. Jewell     | +1"18  |             |        |            |            |        |        |
| Gigante parallelo maschile  | Tyler Jewell     | 1'17"85        | 7              | J. Anderson   |        |             |        |            |            |        |        |
| Gigante parallelo maschile  | Chris Klug       | 1'18"84        | 16             | C. Klug       |        | C. Klug     | DNF    |            |            |        | 7      |
| Gigante parallelo maschile  | Chris Klug       | 1'18"84        | 16             | A. Prommegger | DSQ    | M. Bozzetto |        |            |            |        | 7      |
| Gigante parallelo femminile | Michelle Gorgone | 1'24"63        | 13             | M. Gorgone    | +0"21  |             |        |            |            |        |        |
| Gigante parallelo femminile | Michelle Gorgone | 1'24"63        | 13             | Y. Ilyukhina  |        |             |        |            |            |        |        |

| Gara                      | Atleta                  | Qualificazioni | Qualificazioni | Ottavi | Quarti | Semifinali | Finale |
| ------------------------- | ----------------------- | -------------- | -------------- | ------ | ------ | ---------- | ------ |
| Snowboard cross maschile  | Nick Baumgartner        | 1'21"70        | 7              | 4      |        |            |        |
| Snowboard cross maschile  | Nate Holland            | 1'21"78        | 8              | 1      | 2      | 1          | 4      |
| Snowboard cross maschile  | Graham Watanabe         | 1'20"53        | 2              | 3      |        |            |        |
| Snowboard cross maschile  | Seth Wescott            | 1'22"87        | 17             | 1      | 1      | 2          |        |
| Snowboard cross femminile | Callan Chythlook-Sifsof | 1'59"04        | 21             |        |        |            |        |
| Snowboard cross femminile | Faye Gulini             | 1'30"75        | 12             |        | 3      |            |        |
| Snowboard cross femminile | Lindsey Jacobellis      | 1'25"41        | 2              |        | 1      | 4          | 5      |